# La reina mora (película de 1955)
La reina mora es una película española de comedia musical estrenada el 31 de enero de 1955, dirigida por Raúl Alfonso y protagonizada en los papeles principales por Antoñita Moreno, Pepe Marchena y Miguel Ligero.
La película está basada en la zarzuela homónima escrita por Serafín Álvarez Quintero y Joaquín Álvarez Quintero.

## Sinopsis
Durante la Feria de Abril de Sevilla, Esteban hiere en una riña a su rival Antonio. Coral, novia de Esteban, pide a Cotufo, su hermano, que cambien de domicilio, puesto que desea vivir aislada mientras su novio permanezca en la cárcel. Cotufo accede y ambos hermanos se trasladan a un caserón en el que, según la leyenda, vivieron hace trescientos años un cristiano y la hija de un rey moro. Esta murió de pena de amores y la leyenda añade que en la casa habita desde entonces un duende.

## Reparto
- Antoñita Moreno como Coral.
- Pepe Marchena como Esteban.
- Miguel Ligero como Pepe.
- Antonio Riquelme como Don Nué.
- Casimiro Hurtado como Juan Bizcocho.
- Juanita Azores como Mercedes.
- Conchita Bautista como Laura.
- Antonio Vega como Cotufa.
- Julia Delgado Caro como Doña Juana.
- Rosario Royo como	Manuela.
- Manuel Guitián como Miguel Ángel.
- Emilio Segura como Antonio.
- Xan das Bolas como	Presidiario.
- José Cepero
- Matilde Guarnerio
- Laura Alcoriza
- Mateo Guitart
- José Domínguez Luna
- Elena Riquelme
- Victoria Argota
- Carmen de la Vega
- Armando Lirio
- Concha Velasco como Bailaora.